# Vykintas Slivka
Vykintas Slivka (* 29. April 1995 in Panevėžys) ist ein litauischer Fußballspieler.

## Karriere

### Verein
Vykintas Slivka begann seine Karriere in seiner Geburtsstadt bei Ekranas Panevėžys. Bis zum Jahr 2013 spielte der Mittelfeldspieler in der Jugend des Vereins. Im Sommer 2013 wechselte das Talent nach Italien zu Juventus Turin. In seinem ersten Jahr spielte Slivka für die Jugendmannschaft von Juve in der Campionato Primavera. Am 16. März 2014, dem 28. Spieltag der Saison 2013/14 stand der Litauer erstmals im Kader der Alten Dame gegen den CFC Genua. Bis zum Saisonende tauchte er kein weiteres Mal im Kader von Massimiliano Allegri auf. Im selben Jahr wurde er noch an den italienischen Zweitligisten FC Modena verliehen, für den er jedoch kein Pflichtspiel absolvierte. Von Februar bis Mai 2015 spielte er während einer weiteren Leihe in Slowenien bei ND Gorica. Hier gab er unter Trainer Miran Srebrnič im Spiel gegen NK Maribor sein Debüt als Profi. In seinem achten Ligaspiel in der Nogometna Liga erzielte er gegen NK Krka das erste Profitor seiner Laufbahn. Im September 2015 wurde Slivka für die gesamte Saison 2015/16 und das erste Halbjahr 2017 an den niederländischen Zweitligisten FC Den Bosch verliehen. Für den Verein aus ’s-Hertogenbosch traf er in 40 Partien zweimal ins gegnerische Tor. Danach folgte eine Leihe zum Ascoli Picchio FC 1898. Im Juli 2017 wechselte er von Juventus Turin zu Hibernian Edinburgh nach Schottland. Den schottischen Verein verließ er nach drei Jahren und wechselte zu Apollon Smyrnis nach Griechenland, zwei Spielzeiten später zu PAS Lamia. Im Juli 2024 ging er nach Japan. Hier nahm ihn der Erstligist Sagan Tosu aus Tosu unter Vertrag. Am Ende der Saison 2024 belegte er mit Sagan Tosu den letzten Tabellenplatz und musste somit in die zweite Liga absteigen.

### Nationalmannschaft
Vykintas Slivka spielt seit dem Jahr 2011 für Litauen. Er begann seine Karriere in der Nationalmannschaft von Litauen in der U-17. Über die U-19 und U-21 kam er im Jahr 2015 zu seinem Debüt in der A-Nationalmannschaft im Spiel gegen Ungarn, als er für Gratas Sirgėdas eingewechselt wurde.